# Anisogamia tamerlana
Anisogamia tamerlana är en kackerlacksart som beskrevs av Henri Saussure 1893. Anisogamia tamerlana ingår i släktet Anisogamia och familjen Polyphagidae.
Artens utbredningsområde är Turkmenistan. Inga underarter finns listade i Catalogue of Life.